# ورن ۵۲۳۱
سیارک ۵۲۳۱ (به انگلیسی: 5231 Verne، نامگذاری:1988JV) پنج هزار و دویست و سی و یکمین سیارک کشف شده‌است که در ۹ مه ۱۹۸۸ کشف شد.
قدر مطلق سیارک برابر ۱۱٫۱۰ است.